# Каракурт (Украина)
Каракурт (укр. Каракурт, алб. Karakurti, болг. Каракурт, гаг. Karakurt, рум. Caracurti) — село в Болградском районе Одесской области.
С 1944 по 2016 год называлось Жовтневое.

## География
Расположено в 7 км от районного центра и в 14 км от железнодорожной станции Болград. Через село проходит автодорога Одесса — Рени. Дворов — 793, населения — 2707 человек. Сельсовету подчинено село Новый Каракурт. Протекает река Карасулак.

## История
Село основано в 1811 году албанцами — переселенцами из Добруджи, куда они в свою очередь попали с юга Албании, и первоначально называлось Каракурт. Они называют себя shqip или ga tantë, а их язык называется shqip или si neve. В 1861—1862 годах часть жителей села переселилась дальше на восток, основав новые албанские сёла на территории современного Приазовского района Запорожской области: Тююшкы, Джандран и Таз. С 1944 по 2016 год называлось Жовтневое. В 2016 году, в рамках декоммунизации на Украине, селу возвращено изначальное название.
В окрестностях села выявлены остатки поселений эпохи поздней бронзы (конец II тысячелетия до н. э.), раннего железа (VIII—VII века до н. э.), первых веков нашей эры и два поселения периода Киевской Руси (X—XI века). В селе проживает больше всего албанцев.

## Население и национальный состав
По данным переписи населения Украины 2001 года распределение населения Каракуртского сельского совета и села Каракурт по родному языку было следующим (в % от общей численности населения): украинский — 4,62 %; русский — 15,11 %; белорусский — 0,07 %; болгарский — 18,47 %; армянский — 0,04 %; гагаузский — 11,49 %; молдавский — 1,37 %; прочие — 48,83 % (преимущественно албанский). (В селе Новый Каракурт население отсутствует.)
В 1897 году в селе проживало 1522 человека.

## Производство и сельское хозяйство
В Каракурте размещена центральная усадьба колхоза им. Ленина, за которым закреплено 8,8 тыс. га сельскохозяйственных угодий, в том числе 7,4 тыс. га пахотной земли (из них 1,9 тыс. га орошаемой). Хозяйство мясо-молочного направления с развитым полеводством.
На данный момент на территории села Каракурт размещён плем-репродуктор ООО «Агропрайм Холдинг» который занимается разведением и реализацией свиней породы ландрас, а также другими породами свиней.

## Социальная сфера
В средней школе обучаются 250 детей, работают 30 учителей. Имеются дворец культуры со зрительным залом на 600 мест, две библиотеки с книжным фондом 20 тыс. экземпляров, фельдшеро-акушерский пункт, детский сад «Сказка» на 140 мест. Жителей села обслуживают двенадцать магазинов, столовая, комбинаты бытового обслуживания населения и коммунальных услуг, отделение связи, сберегательная касса. Летом 2011 года возле стадиона был открыт артезианский колодец, по состоянию на август 2016 года он находится в нерабочем состоянии. Существует албанский народный коллектив песен и танцев «Релиндия».